# Antun Kržan
Antun Kržan (Oplaznik, 1835. június 8. – Zágráb, 1888. november 6.), horvát katolikus pap, filozófus, teológus, a Zágrábi Egyetem rektora.

## Élete
1835-ben született a marija goricai plébániához tartozó Oplaznik falucskában. Mivel apja már az ő születése előtt meghalt a káptalani ferencesek nevelték Zágrábban, ahol 1854-ben fejezte be a középiskolát. 1856-ban Haulik György zágrábi érsek Rómába, a Collegium Germanicumra küldte, majd a Pápai Gergely Egyetemen fejezte be tanulmányait. 1859-ben filozófiából doktorált, 1862. március 15-én Rómában szentelték pappá, majd egy évvel később a legmagasabb, „summa cum laude” fokozattal doktorált teológiából. Visszatérve Zágrábba akadémiai és lelkipásztori szolgálatokat végzett. Az irgalmas rend nővéreinek gyóntatója és a zágrábi Szent Katalin templom plébánosa lett. Az Érseki Teológiai Szeminárium filozófia, majd dogmatika professzora volt.
1874-től a Zágrábi Egyetem Hittudományi Karának rendes tanára lett. 1875/76-ban a Hittudományi Kar dékánja volt. Az 1876/77-es tanévben a Zágrábi Egyetem rektora, majd rektorhelyettese lett. Előadásainak témái egyben tudományos hitvallását tükrözték: az erőszak hiánya a tudományban,
a kutatás szabadsága, beszélgetés a természettudományokról. 1879-ben kanonokká és a Főegyházmegyei Szeminárium igazgatójává nevezték ki. Két cikluson át a Hittudományi Kar dékánja volt. 1884-ben varasdi főesperes, 1886-ban a Pozsegai Szent Péter káptalan prépostja volt. Többször is felmerült a neve a püspöki kinevezésekkel kapcsolatban. Haulik érsek egyik lehetséges utódjának tartották, de felmerült a neve a zenggi, a boszniai és a diakovári püspöki címre is. Megbecsült és elismert embernek, kiváló teológusnak, nagyszerű szónoknak, makulátlan papnak tartották. Ígéretes életpályáját mindössze 53 éves korában bekövetkezett tragikus halála törte ketté. Hirtelen hunyt el 1888. november 6-án Zágráb, Kaptol 6. szám alatti otthonában. A zágrábi Mirogoj temetőben, a Krisztus Király templom közelében temették el.

## Munkássága
A darwinista tanítást a neotomizmus szemszögéből igyekezett bírálni. Szembehelyezkedve a darwini tanításokkal értekezéseket írt a szerves világ eredetéről és fejlődéséről. Erről mondott székfoglaló beszédet azon az ünnepségen is, amelyen 1876. október 19-én rektorrá iktatták be. Ez a beszéd olyan nagy hatású volt, hogy a „Katolički list” és az „Obzor” című folyóiratok mellékleteként nyomtatásban is megjelent. A beszéd azért is lett nevezetes, mert szakított a megszokott és elvárt alapállással: A tudomány felmagasztalása helyett alázat. A tudás istenítése helyett a korlátok elismerése. A tiszteletreméltó nevekhez való vak ragaszkodás helyett támaszkodj a kutatásra és az elmédre.
Vasököl helyett kinyújtott kéz. Ahelyett, hogy átkot szórnál az ellenfélre hívd beszélgetésre. Ahelyett, hogy visszahúzódnánk a határok szűkösségébe nyitottságra van szükség a kérdések megvitatására.
Életének fő műve az ember eredetének kérdéseivel foglalkozik. Antun Kržan még Darwin életében vitát kezdett a darwini evolúció elméletéről és a természettudományokról. „O postanku čovjeka. Po posljedcih mudroslovnih i naravoslovnih znanosti” című fő művének I. része 1874-ben, a II. rész 1877-ben jelent meg Zágrábban. Darwin műveit német fordításban olvasta, Darwinistákat és antidarwinistákat egyaránt olvasott. Művében több mint 400 műből hoz idézetet. Tudását Bécsben, Londonban és Münchenben egészítette ki anatómiai ismeretekkel.

## Fő műve
O postanku čovjeka. Po posljedcih mudroslovnih i naravoslovnih znanosti (I–II, 1874–1877).